# مختبر تقنية الإنترنت وأمن المعلومات
مختبر تقنية الإنترنت وأمن المعلومات هو واحد من ثمانية مختبرات في معهد أبحاث تكنولوجيا جورجيا. تم إنشاؤه في 1 أكتوبر 2010 ويركز على الأمن السيبرانيبجوار مختبر المعلومات والاتصالات هو جزء من إدارة المعلومات والعلوم السيبرانية.
يعرف عن المختبر بالتزامه ببرامج المصادر المفتوحة وتتضمن مجالات العمل الحالية مثل أنظمة المعلومات الآمنة والقيادة والمراقبة المرنة مع المجالات الناشئة مثل الحرب الإلكترونية.